# 60e cérémonie des Grammy Awards
 (avril 2025).
Si vous disposez d'ouvrages ou d'articles de référence ou si vous connaissez des sites web de qualité traitant du thème abordé ici, merci de compléter l'article en donnant les références utiles à sa vérifiabilité et en les liant à la section « Notes et références ».
La 60e cérémonie des Grammy Awards s'est déroulée le 28 janvier 2018 au Madison Square Garden à New York (New York).

## Palmarès

### General
Enregistrement de l'année
- 24K Magic, Bruno Mars
  - Redbone, Childish Gambino
  - Despacito, Luis Fonsi et Daddy Yankee avec Justin Bieber
  - The Story of O.J., Jay-Z
  - Humble, Kendrick Lamar

Album de l'année
- 24K Magic, Bruno Mars
  - "Awaken, My Love!", Childish Gambino
  - 4:44, Jay-Z
  - Damn, Kendrick Lamar
  - Melodrama, Lorde

Chanson de l'année
- That's What I Like, Bruno Mars
  - Despacito, Luis Fonsi et Daddy Yankee avec Justin Bieber
  - 4:44, Jay-Z
  - Issues, Julia Michaels
  - 1-800-273-8255, Logic avec Alessia Cara & Khalid

Meilleur nouvel artiste
- Alessia Cara
  - Khalid
  - Lil Uzi Vert
  - Julia Michaels
  - SZA

### Alternatif
Meilleur album de musique alternative
- Sleep Well Beast, The National

### Country
Meilleure prestation vocale country
- Either Way, Chris Stapleton

Meilleure prestation vocale d'un groupe ou duo country
- Better Man, Little Big Town

Meilleure chanson country
- Broken Halos, Mike Henderson & Chris Stapleton

Meilleur album country
- From a Room: Volume 1, Chris Stapleton

### Dance/Electronic
Meilleur enregistrement dance
- Tonite, LCD Soundsystem

Meilleur album Electronic/Dance
- 3-D The Catalogue, Kraftwerk

### Jazz
Meilleur solo de jazz improvisé
- Miles Beyond, John McLaughlin

Meilleur album de jazz instrumental
- Rebirth, Billy Childs

Meilleur album de grand ensemble de jazz
- Bringin' It, Christian McBride Big Band

Meilleur album de jazz vocal
- Dreams and Daggers, Cécile McLorin Salvant

Meilleur album de jazz latin
- Jazz Tango, Pablo Ziegler Trio

### Pop
Meilleure prestation pop
- Shape of You, Ed Sheeran

Meilleure prestation vocale pop d'un duo ou groupe
- Feel It Still, Portugal. The Man

Meilleur album vocal pop
- ÷, Ed Sheeran

### Production
Producteur non-classique de l'année
- Greg Kurstin

Producteur classique de l'année
- David Frost

### Rap
Meilleure collaboration rap/chant
- Loyalty, Kendrick Lamar avec Rihanna

Meilleure prestation rap solo
- Humble, Kendrick Lamar

Meilleure chanson rap
- Humble, Kendrick Lamar

Meilleur album rap
- Damn, Kendrick Lamar

### Rock
Meilleure chanson de rock
- atlas, rise!, Metallica

Meilleure prestation rock
- You Want It Darker, Leonard Cohen

Meilleure prestation metal
- Sultan's Curse, Mastodon

Meilleure chanson rock
- Run, Foo Fighters

Meilleur album rock
- A Deeper Understanding, The War on Drugs

### R&B
Meilleure prestation R&B
- That's What I Like, Bruno Mars

Meilleure chanson R&B
- That's What I Like, Bruno Mars

Meilleur album R&B
- 24K Magic, Bruno Mars

Meilleur album R&B contemporain
- Starboy, The Weeknd

Meilleure prestation vocale R&B traditionnel
- Redbone, Childish Gambino

### Vidéos musicales/Films
Meilleur court-métrage musical
- Humble, Kendrick Lamar

Meilleur long-métrage musical
- The Defiant Ones, (multiples artistes)